# Gouvernement Rueda II
Pour les articles homonymes, voir gouvernement Rueda.
Galice
Rueda I 
Le gouvernement Rueda II (en espagnol : Segundo Gobierno Rueda, en galicien : Segundo Goberno Rueda) est le gouvernement de la communauté autonome de Galice depuis le 14 avril 2024, sous la XIIe législature du Parlement.
Il est dirigé par le libéral-conservateur Alfonso Rueda et formé après les élections autonomiques du 18 février 2024. Il se compose de 12 conseillers.
Majoritaire au Parlement, il est constitué du seul Parti populaire.
Il succède au gouvernement Rueda I, qui assumait la gestion des affaires courantes depuis les élections régionales.

## Historique
Ce gouvernement est dirigé par le président de la Junte de Galice conservateur sortant Alfonso Rueda. Il est constitué et soutenu par le Parti populaire (PP). Seul, il dispose de 40 députés sur 75, soit 53,3 % des sièges du Parlement.
Il est formé à la suite des élections parlementaires du 18 février 2024.
Il succède donc au gouvernement Rueda I, également constitué et soutenu par le seul Parti populaire.

### Formation
À la suite d'une réunion extraordinaire du Conseil de gouvernement, Alfonso Rueda indique le 21 décembre 2023 qu'il compte dissoudre le Parlement et organiser des élections anticipées le 18 février 2024. Le scrutin parlementaire apporte une victoire claire au Parti populaire, qui conserve sa majorité absolue et fait élire 40 députés sur 75, soit deux mandats de moins que dans la législature sortante.
Le 2 avril, le président du Parlement Miguel Ángel Santalices indique son intention de proposer formellement Alfonso Rueda comme candidat à l'investiture des députés. Le président sortant remporte effectivement le vote d'investiture du Parlement le 11 avril par 40 voix pour, 34 voix contre et 1 abstention, seul le Parti populaire lui accordant sa confiance. Il prête serment deux jours plus tard.
La composition du nouveau gouvernement est rendue publique le 14 avril. Il compte désormais 12 conseillers, dont aucun ne porte le titre de « vice-président », contre deux sous le premier mandat de Rueda. Le nombre de département passe de 11 à 12 avec la création du département de la Culture, de la Langue et de la Jeunesse, qui réunit des compétences jusqu'ici réparties entre le département de l'Éducation et le département de la Politique sociale. Il intègre quatre nouveaux membres, dont deux maires. Le gouvernement est assermenté le lendemain.

### Évolution
Le 4 juin 2025, le conseiller à la Mer Alfonso Villares (gl) annonce sa démission après que le tribunal supérieur de justice de Galice (TSXG) l'a informé de l'ouverture d'une information judiciaire le concernant en raison d'une plainte pour « agression sexuelle » déposée contre lui plusieurs mois auparavant. Le président Alfonso Rueda annonce le jour même qu'il sera remplacé par Marta Villaverde, directrice générale du Développement de la pêche et haute fonctionnaire au département de la Mer depuis plus de dix ans. Elle est assermentée, en présence du gouvernement et de son prédécesseur, et entre en fonction le lendemain.

## Composition
- Par rapport au gouvernement Rueda I, les nouveaux conseillers sont indiqués en gras, ceux ayant changé d'attributions le sont en italique.

| Fonction                                                                                             | Titulaire | Titulaire                                            | Parti |
| --- | --------- | ---------------------------------------------------- | ----- |
| Président de la Junte                                                                                |           | Alfonso Rueda Valenzuela                             | PP    |
| Conseiller à la Présidence, à la Justice et aux Sports                                               |           | Diego Calvo Pouso (es)                               | PP    |
| Conseillère à l'Environnement et au Changement climatique                                            |           | Ángeles Vázquez Mejuto (es)                          | PP    |
| Conseiller à l'Éducation, à la Science, à l'Enseignement supérieur et à la Formation professionnelle |           | Román Rodríguez González (es)                        | PP    |
| Conseillère à la Politique sociale et à l'Égalité                                                    |           | Fabiola García Martínez (gl)                         | PP    |
| Conseillère à l'Économie et à l'Industrie                                                            |           | María Jesús Lorenzana Somoza (gl)                    | Sans  |
| Conseiller aux Finances et aux Administrations publiques                                             |           | Miguel Corgos López-Prado (gl)                       | PP    |
| Conseillère au Logement et à la Planification des infrastructures                                    |           | María Martínez Allegue (gl)                          | PP    |
| Conseiller à la Santé                                                                                |           | Antonio Gómez Caamaño (gl)                           | Sans  |
| Conseiller à la Culture, à la Langue et à la Jeunesse                                                |           | José López Campos (gl)                               | PP    |
| Conseiller à l'Emploi, au Commerce et à l'Émigration                                                 |           | José González Vázquez (gl)                           | PP    |
| Conseillère au Monde rural                                                                           |           | María José Gómez Rodríguez (gl)                      | PP    |
| Conseiller à la Mer                                                                                  |           | Alfonso Villares Bermúdez (gl) (jusqu'au 05/06/2025) | PP    |
| Conseiller à la Mer                                                                                  |           | Marta Villaverde Acuña                               | Sans  |